# گاردن سیتی (تگزاس)
گاردن سیتی، تگزاس (به انگلیسی: Garden City, Texas) یک منطقهٔ مسکونی در ایالات متحده آمریکا است که در Glasscock County واقع شده‌است.

## خصوصیات
گاردن سیتی ۳۳۴ نفر جمعیت دارد.